# ¡Decapitacion!
¡Decapitacion! este un single al formației americane de goregrind/deathgrind Cattle Decapitation, lansat sub formă de vinil de 7" și limitat la 1500 de copii.
Single-ul conține 3 melodii de pe EP-ul "Homovore" cântate în limba spaniolă.

## Tracklist
1. "Tripas De Pepe" - 00:51
2. "Vino De Lo Sanguifero" - 00:37
3. "Queso De Cabeza" - 01:00

## Componență
- Travis Ryan (voce)
- Gabe Serbian (chitară)
- Dave Astor (tobe)